# 运动大师
运动大师（英語：Sportsmaster）是两名DC漫画中的超級反派的名字，勞倫斯·克羅克及維克多·高佛，他们利用自身的体育特长进行从事犯罪活动。初版运动大师最初亮相于《全美漫画》#85（1947年5月），创作者是作者约翰·布鲁姆与画家欧文·哈森。妻子是女獵手寶拉·布魯克斯。女兒柴郡猫及阿提米絲·克羅克。
2020年真人電視劇《逐星女》的主要反派將會是運動大師勞倫斯·克羅克。

## 其他媒體

### 電視
- 影集《逐星女》：「運動大師」勞倫斯·克羅克由尼爾·霍普金斯（英语：Neil Hopkins）飾演[2]。
- 動畫《少年正義聯盟》：妻子是女獵手 (寶拉·布魯克斯)。有兩個女兒阿提米絲·克羅克加入少年正義小隊，另一個柴郡猫（英语：Cheshire (comics)）跟隨自己，但最後也是離他而去。第二季為了報仇女兒阿提米絲·克羅克被殺與柴郡猫（英语：Cheshire (comics)）短暫合作。本來聽令於光明會的指令，但後期被喪鐘取代。